# Isidor Papo
Isidor Papo (Исидор Папо), bosanski general in zdravnik sefardsko-judovskega rodu, * 31. december 1913, † 14. oktober 1996.

## Življenjepis
Pred vojno je končal zagrebško Medicinsko fakulteto. Leta 1941 se je pridružil NOVJ in leta 1943 vstopil še v KPJ. Med vojno je bil kirurg 3. divizije in šef Kirurške ekipe Vrhovnega štaba.
Po vojni je končal Vojaškomedicinsko fakulteto v Leningradu, postal glavni kirurg JLA, načelnik Kirurške klinike VMA, redni član Srbske akademije znanosti in umetnosti in več drugih znanstvenih organizacij.